# Georgeta Pitica
Georgeta Pitică (nombre de casada, Strugaru, 5 de julio de 1930 - 13 de octubre de 2018), fue una jugadora de tenis de mesa rumana.
Pitică ganó tres medallas en los Mundiales de tenis de mesa, un oro en dobles con Maria Alexandru y un bronce en 1961 y una plata en los Mundiales de 1963.